# 阿爾菲·阿倫
阿爾菲·埃文·艾倫（英語：Alfie Evan Allen，1986年9月12日—）是一名英國男演員。最具代表性的作品是在HBO電視劇《冰與火之歌：權力遊戲》（2011年–2019年）中飾演席恩·葛雷喬伊一角。艾倫於2015年獲得帝國英雄獎（Empire Hero Award）。分別於2011、2013、2014、2015和2016年獲得電影演員協會獎（Screen Actors Guild Award）提名。於2019年憑藉《權力遊戲》席恩·葛雷喬伊一角獲提名第71屆艾美獎最佳男配角。

## 生平
艾倫出生於英國倫敦漢默史密斯的一個演藝世家，母親艾莉森·歐文是英倫金牌製作人，他在12歲的作品《Elizabeth》（伊莉莎白）就是由母親擔任製片。父親基思·艾倫則是英國電影界集編、導、演於一身的全能型藝人，出演過口碑爆棚的體育電影《飛鷹艾迪》。姐姐莉莉·艾倫是英國著名創作型歌手，她的一首歌「Alfie」就是為他而寫。叔叔凱文是演員兼導演，艾倫出演過他導演的《少年特工科迪2》。另外，艾倫和曾獲得奧斯卡金像獎最佳原創歌曲獎的英倫知名歌手薩姆·史密斯是表兄弟關係。艾倫曾就讀位於薩塞克斯郡的溫德勒姆寄宿學校（Windlesham House School），畢業後到羅姆西附近的恩布利公園學校就讀（Embley Park School）。大學時期在樸茨茅夫的聖約翰學院（St John's College, Portsmouth）就讀，以及在倫敦漢普斯特德FAC藝術學院（Fine Arts College）進修。FAC藝術學院是一所擁有眾多傑出明星校友的藝術學院，倫敦地區排名第一的音樂、表演與純藝術私立學校。

## 演藝經歷
1988年，才一歲多的艾倫就登上小銀幕，在電視劇《The Comic Strip Presents》飾演了一個嬰兒。他第一個職業演出是1998年Channel 4的喜劇《You Are Here》，同年與姐姐Lily一同演出由母親監製的傳記電影《Elizabeth》（伊莉莎白），電影由Cate Blanchette主演。
2004年，在叔叔Keviin Allen執導的《小鬼特務2》中客串一個小角色，隨後在斯嘉麗·約翰遜主演的電影《另一個波琳家的女孩》也有出場。2006年，參與Paul Weiland執導的英國傳記喜劇電影《Sixty Six》(1966年的世界盃)。2007年，於Joe Wright執導，改編自Ian McEwan2001年同名小說的《Atonement》(贖罪)中飾演Danny Hardman一角。
2008年，演出Justin Chadwick執導的《The Other Boleyn Girl》（美人心機）。2009年在Duncan Ward執導的黑色喜劇《Boogie Woogie》（販賣愛情）中客串一角，電影改編自Danny Moynihan同名小說。2010年，由Shimmy Marcus執導的《Soulboy》（靈魂男孩）中飾演Russ Mountjoy一角。
2010年，23歲的艾倫被HBO電視劇《權力的遊戲》劇組選中，在劇中飾演席恩·葛雷喬伊。監製大衛·班紐夫（David Benioff）在談到艾倫試鏡表現時大讚:「阿爾菲看起來和書中的角色不太相似，但是當他試鏡的時候，他的演技令其他人都顯得黯然失色。」相對於其他角色，席恩經歷多重轉變，以及需展現出在轉變之下極其複雜的內心活動。席恩一角對一個年輕演員來說絕對是一個巨大的挑戰。
這個角色一開始受到觀眾的痛恨，但隨着角色性格和處境變化，漸漸得到觀眾的同情和喜愛。而艾倫出神入化的演技以及對角色心理活動的掌握程度亦得到觀眾、導演和同劇演員的讚賞。如《權力的遊戲》編劇布萊恩·考克曼表示：「阿爾菲是最偉大的演員之一。」、同劇演員丹尼爾·波特曼說：「我覺得阿爾菲是個天才。他是我一生中見過的最好的演員之一。」、 蘇菲·特納提到：「他所演釋的每一個場景都令我震撼。他就是個人才。」男主角 基特·哈靈頓也承認：「席恩是非常難演的角色。我認為我無法比阿爾菲演得更好。阿爾菲的演技完全掌控住了他。」
同年，他在電影《Powder》飾演主角Wheezer。2013年，出演短片《The Body》，憑藉此片獲得CinEuphoria獎國際單元短片最佳男演員的提名 。2014年，在基努·里維斯主演的動作電影《疾速追殺》裡飾演Iosef Tarasov。
2016年，為History Channel拍攝一部關於足球的紀錄片，也表示自己是阿仙奴忠實球迷。2018年8月，宣布加入英國ITV製作影集「White House Farm」(白色之家：農場謀殺案)。
2019年，艾倫和《權力的遊戲》演員「布蕾妮」Gwendoline Christie、「紅袍女巫」Carice van Houten分別自行報名申請角逐艾美獎，並成功憑藉《權力的遊戲》席恩·葛雷喬伊一角獲提名第71屆艾美獎最佳男配角。對於長期出演單部劇集的演員來說，自行或透過經紀公司報名的舉動並不罕見，但因此能夠榮獲提名的情況並不常見。
同年，出演美國黑色喜劇電影《兔嘲男孩》。飾演芬克爾（Finkel）。該劇在第92屆奧斯卡金像獎共獲得六項提名，包括最佳電影、最佳改編劇本、最佳剪輯、最佳女配角、最佳服裝設計及最佳藝術指導。最終奪得奧斯卡最佳改編劇本。

## 個人生活
2007年，艾倫與女演員海梅·溫斯頓交往，2008年訂婚，後於2010年分手。2013年再次交往，2014年分手。
2016年，與美國DJ兼模特兒艾莉·泰爾茲交往，兩人育有一個女兒 Arrow，出生於2018年10月17日。後和Allie Teilz秘密分手。
2019年5月，被拍到和27歲的藝術家安東尼婭·蘭汀交往，兩人一起去音樂節。

## 影視作品列表

### 電影
| 年份 | 譯名標題             | 原名標題                               | 角色                    | 備註     |
| ---- | -------------------- | -------------------------------------- | ----------------------- | -------- |
| 1998 | 不適用               | You Are Here                           | 兒子                    |          |
| 1998 | 《傳奇女王伊利沙伯》 | Elizabeth                              | Arundel的兒子           |          |
| 2004 | 不適用               | Agent Cody Banks 2: Destination London | Berkhamp on Double Bass |          |
| 2005 | 不適用               | Stoned                                 | Harry                   |          |
| 2006 | 不適用               | Sixty Six                              | Younger Tout            |          |
| 2007 | 不適用               | Cherries                               | James                   | 短片     |
| 2007 | 《贖罪》             | Atonement                              | Danny Hardman           |          |
| 2007 | 不適用               | Joe's Palace                           | Jason                   | 電視電影 |
| 2008 | 不適用               | Flashbacks of a Fool                   | Kevin Hubble            |          |
| 2008 | 《華麗孽緣》         | The Other Boleyn Girl                  | 國王的使者              |          |
| 2009 | 不適用               | Freefall                               | Ian                     |          |
| 2010 | 不適用               | Soulboy                                | Russ Mountjoy           |          |
| 2010 | 不適用               | The Kid                                | Dominic                 |          |
| 2010 | 不適用               | Freestyle                              | Jez                     |          |
| 2010 | 不適用               | Powder                                 | Wheezer                 |          |
| 2012 | 不適用               | Confine                                | Henry                   |          |
| 2014 | 不適用               | Plastic                                | Yatesy                  |          |
| 2014 | 《捍衛任務》         | John Wick                              | Iosef Tarasov           |          |
| 2016 | 不適用               | Pandemic                               | Wheeler                 |          |
| 2018 | 《終極戰士：掠奪者》 | The Predator                           | Lynch                   |          |
| 2019 | 《兔嘲男孩》         | Jojo Rabbit                            | Finkel                  |          |
| 2020 | 《如何培養一個女孩》 | 《How to Build a Girl》                | John Kite               |          |
| TBA  | 《暗夜獠牙》         | 《Night Teeth》                        |                         |          |

### 電視劇
| 年份      | 譯名標題                 | 原名標題                        | 角色          | 備註       |
| --------- | ------------------------ | ------------------------------- | ------------- | ---------- |
| 1988      | 不適用                   | 《The Comic Strip Presents...》 | 宣傳中的小孩  | 1集        |
| 1999      | 不適用                   | 《Spaced》                      | 滑板小孩      | 1集        |
| 2005      | 不適用                   | 《The Golden Hour》             | Clive         | 1集        |
| 2005      | 不適用                   | 《Jericho》                     | Albert Hall   | 1集        |
| 2008      | 不適用                   | 《Casualty 1907》               | Nobby Clark   | 3集        |
| 2008      | 不適用                   | 《Coming Up》                   | Adams         | 1集        |
| 2011–2019 | 《冰與火之歌：權力遊戲》 | 《Game of Thrones》             | Theon Greyjoy | 47集       |
| 2016      | 《與敵為伴》             | 《Close to the Enemy》第一季    | Ringwood      | 7集        |
| 2017      | 不適用                   | 《Football: A Brief History》   | Alfie Allen   | 2集 紀錄片 |
| 2019      | 《名姝第三季》           | 《Harlots》第三季               | Isaac Pincher | 5集        |
| 2020      | 《白屋農場謀殺案第一季》 | 《White House Farm》第一季      | Brett Collins | 4集        |

## 獎項和提名
| 年度   | 獎項           | 類別                           | 作品       | 結果 |
| ------ | -------------- | ------------------------------ | ---------- | ---- |
| 2011年 | 尖叫獎         | 最佳合作獎（與全體共享）       | 權力的遊戲 | 提名 |
| 2011年 | 電影演員協會獎 | 戲劇類最佳表演獎（與全體共享） | 權力的遊戲 | 提名 |
| 2013年 | 電影演員協會獎 | 戲劇類最佳表演獎（與全體共享） | 權力的遊戲 | 提名 |
| 2014年 | 電影演員協會獎 | 戲劇類最佳表演獎（與全體共享） | 權力的遊戲 | 提名 |
| 2015年 | 帝國獎         | 帝國英雄獎（與全體共享）       | 權力的遊戲 | 獲獎 |
| 2015年 | 電影演員協會獎 | 戲劇類最佳表演獎（與全體共享） | 權力的遊戲 | 提名 |
| 2016年 | 電影演員協會獎 | 戲劇類最佳表演獎（與全體共享） | 權力的遊戲 | 提名 |
| 2019年 | 黃金時段艾美獎 | 最佳男配角（戲劇組）           | 權力的遊戲 | 提名 |
| 2020年 | 電影演員協會獎 | 戲劇類最佳表演獎（與全體共享） | 權力的遊戲 | 提名 |
| 2020年 | 電影演員協會獎 | 最佳戲劇演出（與全體共享）     | 兔嘲男孩   | 提名 |

## 軼事

### 角色演釋與拍攝相關
- 拍攝《權力的遊戲》第三、四季的時候，為了演釋好席恩，Alfie為了減重而絕食過。第四季開始，他刻意改變席恩的步姿、行為動作和聲音。Alfie表示:「我聽說過，當一個人被俘虜或處於某種極端情況下時，聲音可能會完全改變。」、「第三季席恩一直被木架束縛著、釘子釘入了他的腳，肩膀和步姿一定會有所影響。」因此我們可以發現，第四季開始席恩的步姿、動作和聲音明顯和一、二季時有所不同:聲音變得沙啞低沉、尾指和無名指過分張開、走路一拐一拐的、無法直視任何人、也對周圍細微的聲音變化極為敏感等等。這些「後遺症」在第四季最明顯，並隨着時間推移、在第七季漸漸消失。[2][3]

- 《權力的遊戲》第五季拉姆斯對珊莎施暴一幕中，席恩有一个長達20秒的特寫鏡頭。其實一開始導演傑里米·珀德斯瓦（Jeremy Podeswa）拍攝席恩流淚的場面時，並沒有打算使用特寫鏡頭，而是打算使用遠鏡（wide shot）。因為正式拍攝的時候，Alfie的表情反應過於強烈，像沒有明天一样崩潰地抽泣着。導演看到Alfie的表情反應後，立即決定改用特寫鏡頭，專注拍攝席恩的表情。另外，另一位導演布萊恩·科格曼（Bryan Cogman）承認，製作團隊在後期編輯期間有意識地放大席恩的臉。因為Alfie的表演給他們留下了深刻的印象，以至於他們覺得應該放大本來的片段來展示它。因此，如果我們仔細的看，席恩流淚那幕屏幕分辨率會稍低（因為被放大了）。[4]

- 很多觀眾喜歡的，在第七季第七集海灘打架结束後，席恩跪在地上用海水洗臉那一幕，其實它不在劇本裏。導演也没有想到什麽。導演只要求阿爾菲走到遠方就完成了。但Alfie卻一直走到海邊跪下來再用海水潑臉，這是Alfie的即興表演。用海水洗臉對席恩來說是一個極具象徵意義的時刻，而Alfie的即興演出反映他對席恩的理解有多么深。

- Alfie為了體會席恩·葛雷喬伊的心境，他反覆聆聽了樂團（Elbow）的「孤獨的塔型起重機駕駛」The Loneliness Of The Tower Crane Driver一曲。「我覺得這首歌完美捕捉了席恩葛雷喬伊的處境，他不僅在這世上孓然一身，同時也得聽命於這台巨大機器，卻又不知道該拿它如何是好。而從飛鳥的視角看來，地面上的每個人看起來彷彿如此遙遠、又彷彿近在咫尺。這首歌對我幫助很大。」[5]

- Alfie在2019年艾美專題採訪中提到，飾演席恩承受着巨大的精神壓力:「就席恩與臭佬身份變化的經歷而言，有很多心理健康的問題值得去探討...席恩是質子，從某種意義上來說就是個囚犯，或者說僕人。在《權力的遊戲》故事開始前有一大段背景和歷史，席恩被帶離葛雷喬伊家；全劇開始時他的地位就很奇怪，尤其是史塔克家人待他並非像犯人，而是家族的一員。成為臭佬前，席恩一直有著身份認同的危機。他人性的一面從何處來？是因為別人待他的方式？還是與生俱來的想法？我全心投入到這個角色裡，有時也感覺得到他帶來的結果。當我進入一個房間，周圍的人會向我投來刻意的眼神，就好像我穿了件很難看的外套。毫無疑問，這是種考驗。雖然我現在得到了艾美獎的提名，但這個角色還是對我有著影響，而且有一些很黑暗很黑暗的時刻。不過有著粉絲給我的鼓勵，加上席恩還算正面的結局，讓我感覺不錯。」

### 與其他演員的關係
- 阿爾菲·艾倫（Alfie Allen）的姐姐是知名的英國創作女歌手莉莉·艾倫（Lily Allen），2006年她為當年20歲的弟弟寫了一首歌曲〈Alfie〉，希望當時不務正業的弟弟不要浪費生活，並抱怨他整天窩在屋裡看電視打遊戲，諷刺他是個沒工作的loser。莉莉笑說弟弟聽後把她的手提電腦丟了出去。如今Alfie成為了全球最火美劇裡最棒的演員之一，還獲得了艾美獎提名。[6]

- 拍攝《權力的遊戲》第三至五季期間，因為劇情實在太沉重，所以下戲之后Alfie常常和拉姆斯飾演者伊萬·瑞恩（Iwan Rheon）去打台球調節情緒。事實上，兩位演員非常友好。Alfie表示:「儘管有些人不太能理解，但是他們看到的那個折磨我的、給我造成了很大的痛苦的人在現實中的確給予我很多幫助。」Iwan亦提到，在他剛加入劇組的時候，Alfie給了他很大幫助，把他介紹給劇組其他人認識 ，讓他能更快融入到這個劇組。下戲之後，他們會一起吃飯、打台球、談談足球。2016年Alfie在採訪中提到:「Iwan打台球技術很爛，自己總是赢」。但一個月後Iwan在採訪中反駁說:「是Alfie總是輸給我。」去打台球的時候，有時會被《權力的遊戲》粉絲認出，有些粉絲會很驚訝的說:「我不敢相信你倆是朋友！你們怎麼可以成為朋友？」這時Iwan會直接回粉絲一句:「那你相信這世上有龍嗎？」[7][8]

- 為了更好地進入角色，Alfie在片場會刻意和一些演員保持距離。例如第二季裡巴隆和雅拉的飾演者。他認為席恩和爸爸、姐姐多年沒見，對彼此應該很陌生，因此必須營造一種疏離感。事實上，他本來也有打算和Iwan保持距離。但很快就放棄這種想法。因為Alfie和Iwan都覺得，要一起工作這麼長的時間，必須和對方建立友好關係、也需要真正信任對方。[9]

- 在《權力的遊戲》第二季拍攝快結束時，編劇大衛班紐夫（David Benioff）、丹尼爾威斯（DB Weiss）寫了一份假劇本給Alfie，說他最終會在臨冬城發表演說時被突然從某個地方冒出來的布蘭·史塔克刺死，然後被他的冰原狼吃掉。他們想看Alfie對自己角色惡作劇般死掉的反應。Alfie信以為真，還發簡訊給伊薩克·亨普斯特德·懷特（布蘭·史塔克演員），說他對自己在劇中被這樣殺死的方式並不介意。直到編劇再次打電話問他「願不願意以全裸殭屍的造型回來客串」，他才意識到編劇在騙他。[10]

- 有傳言Alfie的姐姐莉莉·艾倫曾被邀請試鏡劇中席恩的姐姐雅拉·葛雷乔伊一角。但因為劇本有姐弟騎在馬上親熱的鏡頭，莉莉最終拒絕了。2014年，Alfie澄清莉莉從未被要求扮演雅拉·葛雷乔伊。[11]

- Alfie其實當年差點就能加入《超能少年》劇組裡和Iwan合作。他們在《權力的遊戲》試播集第一輪試鏡中初次見面。拍攝第三季之前，他們在一個慈善活動中碰面，當時Iwan對Alfie開玩笑說：「我們之後有得玩了。(You and me are going to have some fun, boy.) 」因為之前已經見過了，加上年紀差不多（當時Iwan 27歲，Alfie 25歲），所以到了片場兩人相處也不會覺得尷尬什麼的。在眾多《權力的遊戲》演員中，Iwan說他最想和Alfie再次合作拍劇，一起演一部搞笑偵探二人组之類的喜劇。 Iwan演一個害羞的人、而Alfie演個強勢的人。（Iwan現實中比較文靜、相反Alfie比較活潑躥躂）另外，Iwan在拍第3季的時候已經說過:「Alfie每次都會全力以赴去演，作為演員當然會想和那樣的演員合作。」

- Alfie有時會因為入戲太深，下戲後仍然抽離不到角色，這時Iwan會直接跑去抱著Alfie說:「沒事的、都是假的。」這樣安慰他、幫他出戲。拍攝第三季的時候，Alfie生活中發生不好的事讓他情緒非常不穩。之後某一天拍攝時，因為場面比較黑暗，加上現實中被不好的事情困擾著，他在拍攝過程中已經陷入崩潰。Iwan察覺到這個，主動跑去問劇組能不能先中斷拍攝。

- 在2016年《權力的遊戲》圓桌訪談中,Iwan接受採訪的時候正好談到拉姆斯，Alfie卻在這個時給他打了個電話，而Iwan抄起電話當着所有記者就是一句：「Get your ass back to Winterfell, REEK.」

## 人物評價

### 演員評價
基特·哈靈頓（Kit Harington）：
- 「我覺得Alfie...【蘇菲·特納：「是世界上最棒的演員之一。」】是的，在這一季（S7），他的演技太驚人了。【導演Miguel Sapochnik（米蓋爾·薩普什尼克）：「沒錯。」】你可以想像一下席恩這個角色有多難演，但他演釋得很完美。」
- 「令人難以置信的，令人難以置信的表演！如果考慮到席恩這個角色有多難演，角色經歷了多年的折磨，然後以一種非常精心的方式重新進行構建……」(S6E09)
- 「席恩是非常難演的角色。我認為我無法比Alfie演得更好。Alfie完全掌控住了他。」[12]
- 「我喜歡Alfie的表演。席恩是整部作品中最有趣的角色之一。席恩的故事線非常吸引，我認為他接下來的表現會更加棒。」 [13]
- 「說到表演，我想談談Alfie Allen。我們這些年來都沒有拍過一場對手戲。他是我的一個非常非常親密的朋友，一個偉大的演員，我很樂意以任何身份與他合作，無論是在《權力的遊戲》還是其他電影中。」（補充:後來在2017年第七季有對手戲。）[14]
- 「在龍石島的王座廳遇見席恩，對我是真正有衝擊力的部分，在個人層面，我非常喜愛那場面每分每秒，能有機會再次與Alfie Allen一起工作，我非常欣賞Alfie予他角色所做的，我愛席恩本季的旅程．我覺得那是令人著迷的，看看這些人物的經歷，他們在第一季有過互動，而他們有了什麼改變？遭遇過什麼？對我還有Alfie來說是非常有趣的事。」

伊萬·瑞恩（Iwan Rheon）：
- 「與Alfie合作真是太棒了，他是一個非常敬業的演員。我認為好演員之間需要彼此信任並且互相支持，而他在架上被綁了幾個小時，一切都是非常消極的…所以拍攝結束後，我們便一起出去玩、吃飯…但Alfie可不是一般人，他每次都會演得100％完美，所以為了他，我也希望能做到最好。和他一起工作真是令人愉快的經歷。」[15]
- 「（被問到拉姆斯似乎比預期提早了二、三季登場）據我了解，這純粹是出於戲劇性的原因。我認為他們推前拉姆斯的故事線是因為:要拉姆斯登場席恩才有故事可說嘛。因為Alfie在第二季做得太出色了，他們想留住Alfie啊，所以做出了一切行動以留住他的角色。據我了解，就是這樣。所以，向Alfie Allen致敬！因為他我才（提早二、三年）得到這份工作。（笑）」[16]

蘇菲·特納（Sophie Turner）：
- 「和Alfie對戲棒極了。他是個非常認真且對角色傾注所有心血的演員。有時候拍到你的特寫部分，你的對手戲演員只會站在對面敷衍下，我也明白他們不想在這種事情上浪費感情…但Alfie每一次都會很認真投入去演，這樣我很感動，甚至好幾次都不自覺的掉眼淚。」
- 「我喜歡與Alfie合作。每當我和他一起工作時，我都會受到他的啟發。他所演釋的每一個場景都令我震撼。他就是個人才。 他被低估了，他還沒有得到應有的認可，但是他是如此驚人。」

艾米莉亞•克拉克（Emilia Clarke）：
- 「我能說我愛上阿爾菲·艾倫了嗎? 他是地球上最好的人，而這一集中阿爾菲的表現真是太了不起了！」

丹尼爾·波特曼（Daniel Portman）：
- 「我覺得Alfie Allen是個天才。他是我一生中見過的最好的演員之一，他把席恩的轉變過程演釋得非常出色。」

雅各布·安德森（Jacob Anderson）：
- 「Alfie也很棒。過去幾年來他的工作很不容易。並扮演各種不同的性格的、從被觀眾痛恨，到同情，再被喜愛的席恩。」

娜塔莉·多莫（Natalie Dormer）：
- 「Alfie的表演真是令人難以置信！」(S4E02)
- 「哦，看看席恩（Theon）這幾季發生了什麼轉變！談談弧度。我是說，角色的弧度！」

琳娜·海蒂（Lena Headey）：
- 「Alfie被低估了，他是《權力的遊戲》中真正的最佳男主角！」

理查德·麥登（Richard Madden）：
- 「作為一名演員，我和Alfie一起工作了很長時間，然後他突然消失了…我現在正和一群和我斷斷續續地合作過的人打交道，但沒有一個人像Alfie那樣讓我印象深刻。」

皮魯·艾斯貝克（Pilou Asbaek）：
- 「哇，Alfie，您創造了一個不可思議的角色。 因為您的出色表現，我一直愛著席恩每分每秒的故事情節，發自內心的感謝。真是一種榮幸，我很榮幸您是我的朋友。」[17]
- 「這是Alfie其中一個最棒的埸景。Alfie非常好，他在這個場景中非常出色。」【傑瑪·惠蘭:「是的，Alfie太棒了，我真的很崇拜他。」】(S6E05)

傑瑪·惠蘭（Gemma Whelan）：
- 「Alfie總是可以做到。無論導演有什麼要求，他都能完美演釋，無論他需要沉浸在角色里多長時間。他是如此有天賦的演員...Alfie演得很完美。他真是太令人太驚訝了！」[18]
- 「看第五季席恩的經歷真的很可悲。我和Alfie是好朋友，我們都喜歡Yara和Theon兩姊弟的故事線。我一直想，「噢，他正在和其他人一起工作，但我想要我弟弟回來我身邊。」我為Alfie感到驕傲，他每一刻都很出色。我知道我們將會團聚，席恩的奮鬥將使我們的故事變得更加有趣和牢固。」[19]
- 「Alfie真可愛。我想讓他當我弟弟。他是個天使。他的優點實在太多了，我無法全部說完。」

埃斯梅·比安科（Esmé Bianco）：
- 「席恩是一個絕對出色的角色，而Alfie是一位令人難以置信的演員。讓我感到惱火的是，他從未被提名艾美獎。他在席恩和Reek之間演釋角色的方式令人讚嘆！」[20]（補充:後來Alfie在2019年被提名艾美獎）

佩德羅·帕斯卡（Pedro Pascal） ：
- 「除了Alfie外，我不知道有沒有人能演好席恩，並經歷他所經歷的一切:從迷失到受鄙視到受迫害。我的角色沒有這麽複雜…只是扮演一個馬泰爾而已。」 [21]

約翰·布拉德利·威斯特 (John Bradley) ：
- 「Alfie的表演完全一如既往的驚艷。」 (S8E03)

貝珊妮·喬伊·嘉里奧蒂（Bethany Joy Lenz）:
- 「在眾多才華橫溢的演員中，Alfie是該劇最出色的演員。」

基思·艾倫（Keith Allen，阿爾菲·艾倫的父親）：
- 「我是一個非常自豪的父親…我是怎么生出這麼有才能的孩子？我不知道。沒有人比我更驚訝了。」
- 「我看著[我的孩子們]，感謝上帝，他們都很有才華…（Alfie）非常專注。與我不同，他對自己的才能充滿信心，知道自己的位置。」[22]

### 評價
《權力的遊戲》導演亞力克·沙克羅夫（Alik Sakharov）:
- 「飾演拉姆斯的伊萬·瑞恩是非常厲害的演員，而Alfie和他一樣厲害。所以他們的每一場對手戲都很棒。他們兩個有種強烈的化學反應。當他們彼此看著對方時（或者不看對方時），你都會覺得:「啊糟透了！」他倆的表演完完全全牽動觀眾的情緒。 」[23]
- 「對於一個普通演員來說，尤其是在這樣的遠景中，您會想節省能量，因為觀眾甚至不會注意到你。但Alfie卻全力以赴去演。這太棒了。」
- 「他的臉部表情很棒。眼睛像能說話一樣。他的眼睛告訴你的事遠遠超過了你所看到的。我的意思是，他完全掌控住了。」

《權力的遊戲》監製丹尼爾·威斯（D.B. Weiss）：
- 「席恩是我最喜歡的角色之一，而Alfie令人難以置信的深刻演釋則使這個角色更加突出...Alfie完全投入，每一個表情也是，並且他確保即使他步入越來越黑暗的領域，我們也不會失去對這個角色的同情。」
- 「(談到S7E7裡Theon和Jon對話一幕)偉大的Alfie Allen…他在這一幕佔有主導地位…我們一直把攝像機對著Alfie是有原因的。」(S7E07)

《權力的遊戲》監製大衛·班紐夫（David Benioff）：
- 「Alfie看起來和書中的角色不太相似，但是當他試鏡的時候，他的演技令其他人都顯得黯然失色。」[24]
- 「Alfie是一位了不起的演員，世界上沒有比Alfie更好的席恩了。【Dan Weiss：「但他會做得更加好。」】是的，他總會做得更好。」
- 「如果要選第二季最喜歡的角色，那我會選席恩。他的故事線很好看，而Alfie則表現得非常出色。」[25]
- 「傑瑪（Gemma）和阿爾菲（Alfie）都是出色的兄弟姐妹。我們可以製作一系列有關Greyjoys的影片。」[26]

《權力的遊戲》導演傑里米·波德斯瓦（Jeremy Podeswa）：
- 「很多觀眾喜歡的，在第七季第七集海灘打架結束后，席恩跪在地上用海水洗臉那幕，其實它不在劇本裏。導演也沒有想到什麼。這是Alfie的即興表演。」(S7E07)

《權力的遊戲》導演阿歷克斯·格雷夫斯（Alex Graves）：
- 「(談到第四季第二集裡拉姆斯捕獵片段) 看看這個鏡頭，看看這一幕、那些狗、正在發生的一切……這真的都是屬於他（Alfie Allen）的鏡頭。他把一切都掌控了！」(S4E02)

《權力的遊戲》編劇布萊恩·考克曼（Bryan Cogman）:
- 「說到最棒的演員不能不提Alfie……很多的年輕演員都不願意去演這樣一個脆弱的角色，你要知道，部分年輕演員都很有虛榮心。但Alfie不一樣，他完全致力投入去演釋這個角色。」
- 「 Alfie的演技實在遠超我們的想像…甚至連他的身體動作也很有趣。在其他場面中，席恩表現得高傲自大。但在這一幕裡（席恩去見他父親和姐姐那幕），席恩顯得有點陀背，軟弱。你知道我的意思嗎？直正厲害的演員就是會注意到並做到這些小細節。我記得那天Alfie在片場裡顯得有點退縮。他非常努力地工作，即使攝影機沒有轉動，也仍然沉醉在角色中。他和傑瑪·惠蘭（Gemma Whelan）是好朋友，平時會互相開玩笑。但是那一天，他刻意和她保持距離，因為他知道他需要這樣做。」
- 「我一定要提到Alfie在這一集中所做的出色工作，以及在整個季度裏。」
- 「席恩的成長弧線讓我感到非常自豪。Alfie的才華和情感表現極大地影響了我們如何重塑電視版故事中的角色。」[27]
- 「我認為Alfie是最偉大的演員之一。」
- 「你要知道什麼是最瘋狂的。一開始Jeremy（第五季第六集的導演）拍攝席恩流淚的場面時，並沒有打算使用特寫鏡頭（而是打算使用wide shot遠鏡）。因為正式拍攝的時候，Alfie的表情反應過於強烈，Jeremy看到阿爾菲的表演後，立即決定改用特寫鏡頭。 」(S5E06)
- 「我一直把他（Alfie）稱為我們的秘密武器。」

執行製片人弗蘭克·道爾格（Frank Doelger）:
- 「在第五季，席恩進行的鬥爭是為他的靈魂而進行的鬥爭。這些都是Alfie最好的場面。一如既往，他把那種含混不清的，內心的折磨和衝突表現得很出色，而且角色幾乎沒有一句對白。」

執行製片人伯納黛特·考菲爾德（Bernadette Caulfield）:
- 「真的很夢幻。我的意思是，Alfie真是不可思議，不是嗎？（席恩）經歷了什麼…他遭受的酷刑，我們所有人都感到如此恐怖。Alfie太不可思議了。」

好萊塢資深作家喬安娜·羅賓森（Joanna Robinson）:
- 「我們再次談談阿爾菲·艾倫 - 《權力的遊戲》中被低估的隱藏最佳男主角。」

《權力的遊戲》Deborah Riley（藝術總監），Michelle Clapton（服裝設計師），Anette Haellmigk（攝影總監）看第4季第8集時的對話：

- 「我認為Alfie Allen在本季表現得出色，真的！」
- 「他本季做了一些非常不可思議的表演。」
- 「他確實做到了！我喜歡看著他的表情反應，他為此做了很多功課。」
- 「我也愛他的表情。」
- 「還有他怎麼可以完全不眨眼……」
- 「他太特別了！」
- 「而且我認為，Theon是很難演的角色。他被一切都嚇壞了。」

## 外部連結
- 阿爾菲·阿倫在互联网电影资料库（IMDb）上的資料（英文）
- 阿爾菲·阿倫的Instagram帳戶
- 阿爾菲·阿倫的X（前Twitter）